# Estación de Pujayo
Pujayo es un apeadero ferroviario situado en el municipio español de Bárcena de Pie de Concha, en la comunidad autónoma de Cantabria. Forma parte de la línea C-1 de Cercanías Cantabria operada por Renfe.

## Situación ferroviaria
La estación se encuentra en el punto kilométrico 451,803 de la línea férrea de ancho ibérico Palencia-Santander a 395 metros de altitud. Históricamente dicho kilometraje se corresponde con el trazado Madrid-Santander por Palencia y Alar del Rey. 

## La estación
No forma de las estaciones originales de la línea y fue construido con posterioridad para completar los servicios de cercanías. Dispone únicamente de un andén lateral ligeramente curvado al que accede la vía principal. Sus instalaciones se reducen a una pequeña marquesina a la que se accede gracias a una rampa. 

## Servicios ferroviarios

### Cercanías
Forma parte de la línea C-1 de la red de Cercanías Cantabria. Siete trenes en ambos destinos unen Pujayo con Santander. En el mejor de los casos el trayecto se cubre en algo menos de hora y diez minutos.
| procedencia/destino | < estación | Línea | estación > | destino/procedencia |
| ------------------- | ---------- | ----- | ---------- | ------------------- |
| Santander           | Bárcena    |       | Pesquera   | Reinosa             |